# جبال باتاغونيا
جبال باتاغونيا هي سلسلة جبلية يبلغ طولها 15 ميلاً (24 كم) تقع داخل غابة كورونادو الوطنية، وفي مقاطعة سانتا كروز، أريزونا، الولايات المتحدة.